# Henning Knudsen
Henning Knudsen (født 24. december 1928 i Aarhus, død 10. januar 2013 i Taarbæk) var en dansk journalist, instruktør og manuskriptforfatter og senere kontorchef hos Danmarks Radio.

## Baggrund
Henning Knudsen var uddannet journalist i 1949[kilde mangler] og blev siden ansat på dagbladet Vestjyden i Esbjerg. I 1952 blev han gift med Djonni Zenia Knudsen med hvem han fik en datter og de bosatte sig senere i Taarbæk nord for København.

## TV-produktioner og udsendelser
Henning Knudsen var hos Danmarks Radio med til og stod siden bag en stribe produktioner og udsendelser på både radio og tv - herunder:
1957-1960 – Aktuelt kvarter

1961 – Ansigt til ansigt med bødlen Eichmann

1961 – Vi bygger et hus (flere programmer)

1962 – Har de fået atompjecen

1964 – De 72 dage på Dybbøl

1966 – Operation ”Table Top”

1967 – Morderne iblandt os

1968 – Omvej til friheden

1970 – Den lille hjælper i den store krig

1974 – efterkritik (flere programmer)

1975 – Sirius slædepatruljen

## Karriere
I midten af 1950’erne blev han ansat på FDB’s foreningsblad Samvirke, hvor han bl.a. skrev artikler om tekniske emner under overskriften “Hjemmets teknik”. Efter nogle år på Samvirke, kom han i 1957 til Danmarks Radio og radioprogrammet Aktuelt Kvarter.
I det samme tidsrum opnåede Henning Knudsen at blive chef for Danmarks Radios Filmkontor og siden Danmarks Radios Korrespondentkontor, hvor han var chef for Danmarks Radios udenlandske korrespondenter som bl.a. Lasse Jensen, Leif Davidsen, Samuel Rachlin og Steffen Gram.
Hele livet havde Henning Knudsen en stor interesse for historie og særligt Danmarks Radios udsendelser om 2. verdenskrig var han flere gange involveret i. Under udarbejdelsen af en større tv-serie om Danmark under besættelsen opstod der stor modvilje mod en idé, Henning Knudsen havde, om at lade tidligere danske nazistiske ledere, der stadig var i live, deltage via interviews i en af udsendelserne, for at tegne et mere fuldstændigt billede af besættelsen. Selvom der på det tidspunkt var gået mere end en snes år siden den tyske besættelse, skulle den tanke, at man kunne give tidligere danske nazister taletid i landsdækkende tv, vise sig at være både utænkelig og ubegribelig for samtiden. Ideen måtte droppes og serien blev sendt uden indslag med de under besættelsen fremtrædende danske nazistiske ledere.
I 1976 blev Henning Knudsen særligt udvalgt til at lægge dansk fortællerstemme til den store og omfattende britiske dokumentarserie "En verden i krig" (originaltitel: The World at War). Hans stemme var kendt af de fleste danskere i 1960’erne og 1970’erne, både fra radio og tv, men kun meget sjældent foran kameraet og uden tvivl blev hans nøgterne, let genkendelige og karakteristiske stemme efter 26 afsnit, på Danmarks dengang eneste tv-station, identificeret med ham og omvendt.
Der var dog også kritikere af valget af en “journalist-stemme” til den ambitiøse dokumentarserie frem for en dansk pendent til den dengang internationalt kendte og højt respekterede engelske karakterskuespiller Laurence Olivier, der havde lagt stemme til den engelske original-version.
Henning Knudsens forgænger (og gamle chef) Henning Skaarup (filmkontorchef, speaker på TV Avisen og senere chef for Statens Informationskontor) dannede dengang speakerskole og særligt dele af den samtidige ældre generation mente, at man i radio og tv skulle “opdrages” i det danske talesprog og deraf lære at tale “pænt dansk”. Derfor kunne man også se kritiske læserbreve omkring netop Henning Knudsens fortællerstemme og hans måde at tale på og udtrykke det danske sprog. Her et uddrag fra et læserbrev i Politiken den 16. februar 1977:
“…Lad det straks være slået fast, at Henning Knudsen giver indtryk af at være en intelligent oplæser, der - i modsætning til f.eks. de sprogligt nærmest hjælpeløse aflirere af radioens vejrmelding og farvandsefterretninger - afslører at have foretaget en indholdsmæssig afstemt strukturel bearbejdelse af stoffet, men formentlig vil ingen, næppe heller han selv, i ramme alvor hævde, at den danske speaker til “En verden i krig” udtale- og fraseringsmæssigt tåler sammenligning med sin fornemme engelske kollega, og aflytning af blot en enkelt udsendelse kan da også give dokumentation for adskillige eksempler på det, man i hvert fald indtil nu har karakteriseret som vulgærsprogtræk i dansk: for lukkede, respektive åbne, vokaler (især ‘a’), en generel nasalering, militær-jargon og andre rigsmålsafvigende betoninger osv. samt i øvrigt en gennemgående accentradbrækning af de europæiske hovedsprog.”
Og kritikken fortsatte:
“Medens Danmarks Radio med god samvittighed kan afvise alle de klager, der angår sprogbehandlingen hos ikke-fastansatte medarbejdere - ja, måske alle andre end den lille gruppe egentlige speakers - må institutionen til gengæld vedkende sig det fulde ansvar for f.eks. netop valget af oplæser til en tv-udsendelsesrække som “en verden i krig”, derunder begrundelsen for at afvige det engelske forlæg ved at vælge en journalist og ikke en skuespiller med dennes ganske anderledes adækvate professionelle kvalifikationer.”
Læserbrevet blev afsluttet således:
“Det må derfor være berettiget at stille det spørgsmål, om Henning Knudsens talesprog virkelig er udtryk for Danmarks Radios forestilling om dansk rigsmåls - især fonetiske - ideal anno 1976-77.”
Henning Knudsen var en idérig mand, der konstant var på udkig efter den gode historie. I starten af 1990’erne fik han således færden af en opsigtsvækkende beretning om det danske kongehus - for var det korrekt, at dronning Caroline Mathilde, der var blevet skilt fra Christian 7. efter hendes affære med kabinetssekretær Johann Friedrich Struensee - var blevet deporteret til Celle i det nordlige Tyskland i 1772 og der døde blot tre år senere af en febersygdom - eller forholdt det sig sådan, at Caroline Mathildes “påståede død” var et dække, måske udført af hendes bror, den engelske konge George 3., der i al hemmelighed skulle give hende et nyt liv i den britiske kolonihovedstad Williamsburg i Virginia i Amerika?
I årevis hævdede beboerne i den lille østamerikanske by således, at Caroline Mathilde ikke døde på slottet i Celle i 1775, men var flygtet til Amerika, hvor hun giftede sig og fik flere børn. Der var angivelige efterkommere og et smykke, der skulle have tilhørt det danske kongehus for senere at blive solgt på auktion og en lysningsattest, der under mystiske omstændigheder, var forsvundet, der kunne påvise ægteskab mellem Caroline Mathilde og hendes nye mand. Sammen med andre hændelser var der, efter Henning Knudsens mening, stof og grundlag nok til en tv-udsendelse.
Det endte dog blot med en artikel i Samvirke i 1994, da det blev vurderet, at en tv-udsendelse som minimum ville kræve en tilladelse til at åbne Caroline Mathildes sarkofag i krypten i Celle, for på den måde at kunne påvise eller afvise teorien som sandsynlig eller som det pureste opspind.
Henning Knudsen havde stor begejstring for teknik og en passion for modeltog, der bl.a. udviklede sig til, at han i en periode oversatte virksomheden Märklin’s tysksprogede modeltogskataloger til dansk.
Henning Knudsen stoppede hos Danmarks Radio i 1995, hvorefter han gik på pension.